# Direct broadcast satellite
 For alternative betydninger, se DBS.
 For alternative betydninger, se DTH.
Direct-broadcast satellite (DBS) er en term anvendt til at henvise til satellit radiofoni beregnet til hjemmemodtagelse.
En bredere betegnelse end DBS ville være direct-to-home signaler - eller DTH. Termen DTH er ældre end DBS og er ofte anvendt til ydelser formidlet via laveffektssatellitter som kræver større satellitantenner (1,7 m i diameter eller større) for modtagelse.

## Terminologi forvirring
I teknisk henseende henviser DBS (også kendt af International Telecommunication Union som Broadcasting Satellite Service eller BSS) kun til ydelser sendt af satellitter i specifikke frekvensbånd: 11,7-12,2 GHz i ITU region 3 (Asien og Australien), 10,7 - 12,75 GHz i ITU region 1 (Europa, Rusland og Afrika) - og 12,2-12,7 GHz ITU region 2 (Nord- og Sydamerika).

## Gratis DBS ydelser
Tyskland er formentlig det førende free-to-air (FTA) DBS land med omkring 200 digitale FTA kanaler (inklusiv 18 HDTV kanaler og flere regionale kanaler) sendt fra Astra 19.2°E satellitpositionen. Disse markedsføres ikke som DBS ydelser, men bliver modtaget af omkring 12 millioner hjem, såvel som ethvert hjem som anvender det kommercielle DBS system Sky Deutschland. Alle tyske analoge satellitudsendelser ophørte d. 30. april 2012.
Storbritannien har omkring 160 digitale kanaler (inklusiv de regionale varianter af BBC kanalerne, ITV, Channel 4 og Channel 5) bliver udsendt uden kryptering fra Astra 28.2°E satellitpositionen og kan modtages på enhver standard DVB-S modtager (en DVB-S2 modtager kræves for visse HDTV ydelser). De fleste af disse kanaler er inkluderet i Sky EPG, og et stigende antal i Freesat EPG.
Indiens nationale radiofonioperatør, Doordarshan, markedsfører en free-to-air DBS pakke som "DD Direct Plus". Den sendes fra Insat 4B på satellitposition 93.5°E og indeholder omkring 57 FTA kanaler.
Et stort antal af de franske kanaler er free-to-air på satellitter ved 5°W.
I Nordamerika (USA, Canada og Mexico) er der over 80 FTA digitale kanaler tilgængelig på Galaxy 19 (flertallet er etniske eller religiøst orienterede). Andre FTA satellitter omfatter AMC-4, AMC-6, Galaxy 18, og Satmex 5. En virksomhed kaldet GloryStar markedsfører FTA religiøse udsendelser på Galaxy 19.